# Camino de Vilvestre a Mieza
El Camino de Vilvestre a Mieza es un camino vecinal que forma parte del Sendero de Gran Recorrido  GR-14  que pretende seguir el curso del río Duero. 

## Tramo de Vilvestre
Se trata de un camino con una anchura superior a los 5 m de anchura en todo su trazado con firme arenoso.

## Tramo de Mieza
Se trata de un camino con una anchura inferior a los 6 m que en algunos tramos apenas mide 4 m de ancho, 

## Origen y Destino
El Camino de Vilvestre a Mieza tiene su origen en Vilvestre en la intersección con la calle  Calle Hondovilla , y termina en la calle  Calle de Vilvestre  de Mieza y pertenece a las Redes viales de Vilvestre y de Mieza.